# Operna hiša mejne grofije
Operna hiša mejne grofije (nemško Markgräfliches Opernhaus) je baročna operna hiša v mestu Bayreuth v Nemčiji. Zgrajena med letoma 1745 in 1750 je eno redkih ohranjenih evropskih gledališč tega obdobja in je bilo obsežno obnovljeno. 30. junija 2012 je bila operna hiša zaradi svoje izjemne baročne arhitekture vpisana na Unescov seznam svetovne dediščine.

## Opis
Operna hiša, ki stoji v razširjenem delu ulice, tako da so se kočije lahko ustavile spredaj, meri 71,5 metra v dolžino, 31 metrov v širino in 26 metrov v višino. Stavba je bila zgrajena po načrtih francoskega arhitekta Josepha Saint-Pierra (ok. 1709 – 1754), dvornega graditelja Hohenzollernskega mejnega grofa Friderika Brandenburško-Bayreutskega in njegove žene pruske princese Wilhelmine. Fasada iz peščenjaka je bila zasnovana tako, da se zlije z okoliškimi stavbami in spominja na Place Vendome v Parizu z velikimi korintskimi stebri. Čez celotno pročelje se je raztezala balustrada s skulpturami Minerve, Apolona in 6 muz na vrhu.
Leseno notranjost sta oblikovala Giuseppe Galli Bibiena (1696–1757) in njegov sin Carlo iz Bologne v italijanskem poznobaročnem slogu. Avditorij je bil zgrajen v obliki zvona in lahko sprejme približno 500 ljudi. Notranjost, zapleteno prekrita z zlatimi poudarki, s stropom v obliki trompe l'oeil, je morda poskušal posnemati drage kamne, kot je lapis lazuli. Nekateri deli notranjosti so prekriti s poslikanim platnom, da bi preprečili razpoke in izboljšali akustiko.
Dvorna loža, zgrajena za mejnega grofa, je nasproti odra in zajema vsa tri nadstropja. Zelo je okrašena s simboli Brandenburške hiše in je v celoti ohranjena v prvotnem stanju, razen zavese, ki so jo vzele Napoleonove čete na svojem pohodu v rusko kampanjo leta 1812. Vendar pa je dvorno ložo le redko uporabljal umetnostno usmerjeni mejni grofovski par, ki je raje sedel v prvi vrsti.

## Zgodovina
Operno hišo v Bayreuthu so slovesno odprli ob poroki njune hčerke Elisabeth Fredericka Sophie z vojvodo Karlom Evgenom Württemberškim. Princesa Wilhelmina, starejša sestra pruskega kralja Friderika II. Velikega, je leta 1737 ustanovila gledališko družbo. V novi operni hiši je sodelovala kot skladateljica opernih del in Singspiele, pa tudi kot igralka in režiserka. Danes nastopa v zvočno-svetlobni predstavitvi za turiste. Po njeni smrti leta 1758 so se predstave prenehale in stavba je bila zapuščena, kar je eden od razlogov za njeno dobro ohranjenost.
Več kot sto let pozneje je velika globina odra 27 metrov pritegnila skladatelja Richarda Wagnerja, ki je leta 1872 izbral Bayreuth za festivalsko središče in dal zgraditi Festspielhaus severno od mesta. Postavitev temeljnega kamna je bila 22. maja, na Wagnerjev rojstni dan, in je vključevala izvedbo [[|Beethovnove Simfonije št. 9 v režiji maestra.
Deli biografskega filma Farinelli iz leta 1994 so bili posneti v operni hiši. Gledališče je bilo prizorišče letnega festivala Bayreuther Osterfestival do leta 2009. Vsak september od leta 2000 do 2009 je gledališče gostilo tudi baročni festival Bayreuth z uprizoritvami zgodnjih opernih redkosti. Festival 2009 je vključeval uprizoritve festa teatrale Andree Bernasconija, L'Huomo, na libreto markgrofinje Wilhelmine. Bayreuthski barok je bil oživljen leta 2020.
Gledališče se je oktobra 2012 zaprlo zaradi obsežne obnove in ponovnega razvoja ter ponovno odprlo 12. aprila 2018.

## Muzej
Danes Operna hiša mejne grofije in sosednji Redoutenhaus tvorita muzejski kompleks. Od aprila 2023 je v prostorih Redoutenhausa na ogled razstava o Operni hiši kot svetovni dediščini in baročni gledališki kulturi Bayreutha. Razstava, zasnovana po principu več čutov, med drugim predstavlja najpomembnejšo in celovito rekonstrukcijo baročnega odra na svetu, vključno z baročno odrsko tehniko in posebnimi učinki, ki jih obiskovalci lahko preizkusijo. Med eksponati je tudi detajlna maketa arhitekturne konstrukcije gledališke stavbe. Vključujoč praktični muzej ima veččutno izobraževalno ponudbo, kot so postaje za dotikanje, poslušanje in vonjanje.
V Novi palači je nekaj prostorov posvečenih gledališkim stavbam markgrofinje Wilhelmine in družine arhitektov Galli-Bibiena. Med drugim hrani maketo operne hiše v prvotnem stanju, tj. preden se je odrski portal zmanjšal, kar je postalo nujno zaradi postavitve železne zavese.

## Razno
Wilhelm Heinrich Wackenroder: »Operna hiša, ki je skoraj tako velika kot berlinska operna hiša in velja za eno največjih in najveličastnejših opernih hiš na svetu.«
Leta 1998 je Deutsche Post izdal posebno znamko »250 let operne hiše Bayreuth«.
Berlinski filharmoniki so 1. maja 2018 v okviru svojega evropskega koncertnega cikla nastopili v Operni hiši mejne grofije skupaj s sopranistko Evo-Mario Westbroek in pod vodstvom Paava Järvija.